# C12orf65
C12orf65 (англ. Chromosome 12 open reading frame 65) – білок, який кодується однойменним геном, розташованим у людей на 12-й хромосомі. Довжина поліпептидного ланцюга білка становить 166 амінокислот, а молекулярна маса — 18 828.
| 10         |  | 20         |  | 30         |  | 40         |  | 50         |
| ---------- |  | ---------- |  | ---------- |  | ---------- |  | ---------- |
| MSTVGLFHFP |  | TPLTRICPAP |  | WGLRLWEKLT |  | LLSPGIAVTP |  | VQMAGKKDYP |
| ALLSLDENEL |  | EEQFVKGHGP |  | GGQATNKTSN |  | CVVLKHIPSG |  | IVVKCHQTRS |
| VDQNRKLARK |  | ILQEKVDVFY |  | NGENSPVHKE |  | KREAAKKKQE |  | RKKRAKETLE |
| KKKLLKELWE |  | SSKKVH     |  |            |  |            |  |            |

A: Аланін

C: Цистеїн

D: Аспарагінова кислота

E: Глутамінова кислота

F: Фенілаланін

G: Гліцин

H: Гістидин

I: Ізолейцин

K: Лізин

L: Лейцин

M: Метіонін

N: Аспарагін

P: Пролін

Q: Глутамін

R: Аргінін

S: Серин

T: Треонін

V: Валін

W: Триптофан

Задіяний у таких біологічних процесах, як біосинтез білків, альтернативний сплайсинг. 
Локалізований у мітохондрії.